# 沃特福德站
沃特福德站（英語：Watford tube station）是倫敦地鐵的一個車站，位於赫特福德郡的沃特福德。沃特福德站是大都會線沃特福德支線的車站，位於倫敦第7收費區。車站開通於1925年。沃特福德站可能在2020年關閉旅客業務。